# Matthew Hoppe
Matthew Timothy Hoppe (Yorba Linda, California, 13 de marzo de 2001) es un futbolista estadounidense que juega como delantero en el SønderjyskE de la Superliga de Dinamarca.

## Trayectoria

### F. C. Schalke 04
Después de abandonar el Barça Residency Academy en Arizona, fichó por el F. C. Schalke 04 el 1 de junio de 2019, siendo asignado a su equipo juvenil Sin embargo, el 28 de noviembre de 2020 ya debutó con el primer equipo en un partido frente al Borussia Mönchengladbach que acabaría perdiendo el Schalke por 4 a 1, empezando el partido como titular y siendo sustituido en el minuto 81.
El 9 de enero de 2021, siendo su segundo partido como titular en el primer equipo, anotó un hat-trick en una victoria por 4 a 0 frente al TSG 1899 Hoffenheim.

### R. C. D. Mallorca y Middlesbrough F. C.
El 31 de agosto del mismo año, último día del mercado de verano, sería traspasado al R. C. D. Mallorca de España. El monto pagado al Schalke sería de €3.5 millones más bonificaciones, mientras que su contrato tendría una duración de cuatro temporadas.
Tras solo una campaña en el fútbol español, se marchó en agosto a Inglaterra para jugar en el Middlesbrough F. C. las siguientes cuatro. La primera de ellas la terminó en Escocia después de ser cedido el 31 de enero de 2023 al Hibernian F. C. La segunda volvió a ser prestado, esta vez al San Jose Earthquakes de su país.
En enero de 2025 abandonó Middlesbrough y antes de acabar el mes fichó por el SønderjyskE hasta 2027.

## Selección nacional
El 15 de julio de 2021 debutó con la selección de Estados Unidos en un encuentro de la Copa Oro ante Martinica. Diez días después marcó su primer gol en el encuentro de cuartos de final ante Jamaica que sirvió para clasificar a Estados Unidos para las semifinales.

## Estadísticas

### Clubes
Actualizado al último partido disputado el 24 de mayo de 2025.
| Club                                | Div.          | Temporada     | Liga  | Liga  | Liga   | Copas | Copas | Copas  | Internacional | Internacional | Internacional | Total | Total | Total  | Media goleadora |
| Club                                | Div.          | Temporada     | Part. | Goles | Asist. | Part. | Goles | Asist. | Part.         | Goles         | Asist.        | Part. | Goles | Asist. | Media goleadora |
| ----------------------------------- | ------------- | ------------- | ----- | ----- | ------ | ----- | ----- | ------ | ------------- | ------------- | ------------- | ----- | ----- | ------ | --------------- |
| F. C. Schalke 04 II · Alemania      | 4.ª           | 2020-21       | 16    | 1     | 1      | —     | —     | —      | Inaccesibles  | Inaccesibles  | Inaccesibles  | 16    | 1     | 1      | 0.06            |
| F. C. Schalke 04 · Alemania         | 1.ª           | 2020-21       | 22    | 6     | 1      | 2     | 0     | 0      | —             | —             | —             | 24    | 6     | 1      | 0.25            |
| F. C. Schalke 04 · Alemania         | 2.ª           | 2021-22       | 1     | 0     | 0      | —     | —     | —      | Inaccesibles  | Inaccesibles  | Inaccesibles  | 1     | 0     | 0      | 0               |
| F. C. Schalke 04 · Alemania         | Total club    | Total club    | 23    | 6     | 1      | 2     | 0     | 0      | 0             | 0             | 0             | 25    | 6     | 1      | 0.24            |
| R. C. D. Mallorca · España          | 1.ª           | 2021-22       | 5     | 0     | 1      | 2     | 0     | 0      | —             | —             | —             | 7     | 0     | 1      | 0               |
| Middlesbrough F. C. Inglaterra      | 2.ª           | 2022-23       | 6     | 0     | 0      | 0     | 0     | 0      | —             | —             | —             | 6     | 0     | 0      | 0               |
| Hibernian F. C. Escocia             | 1.ª           | 2022-23       | 9     | 1     | 1      | —     | —     | —      | —             | —             | —             | 9     | 1     | 1      | 0.11            |
| San Jose Earthquakes Estados Unidos | 1.ª           | 2023          | 8     | 2     | 0      | —     | —     | —      | —             | —             | —             | 8     | 2     | 0      | 0.25            |
| SønderjyskE Dinamarca               | 1.ª           | 2024-25       | 4     | 0     | 0      | —     | —     | —      | —             | —             | —             | 4     | 0     | 0      | 0               |
| Total carrera                       | Total carrera | Total carrera | 71    | 10    | 4      | 4     | 0     | 0      | 0             | 0             | 0             | 75    | 10    | 4      | 0.13            |
| 1. 2.                               |               |               |       |       |        |       |       |        |               |               |               |       |       |        |                 |

## Palmarés

### Títulos internacionales
| Título                     | Equipo (*)     | País           | Año  |
| -------------------------- | -------------- | -------------- | ---- |
| Copa de Oro de la Concacaf | Estados Unidos | Estados Unidos | 2021 |

(*) Incluyendo la selección.